# Junge Republikaner
Die jungen Republikaner (englisch the Young Republicans), formell auch als junger republikanischer Nationalverband (englisch Young Republican National Federation) bezeichnet ist eine Nachwuchsorganisation für Mitglieder der Republikanischen Partei Amerikas im Alter von 18 bis 40 Jahren.
Sie verfügt innerhalb der Vereinigten Staaten von Amerika über eine nationale Organisation und eine Vielzahl von Ablegern in verschiedenen Bundesstaaten.
Lokalorganisationen der Jungen Republikaner setzen sich oft für Anliegen der lokalen Bevölkerung ein, viele von ihnen beteiligen sich daher an gesellschaftlichen Veranstaltungen in kleineren Städten und helfen Treffen von unterschiedlichen Lokalorganisationen zum Kennenlernen untereinander zu organisieren.
Die jungen Republikaner unterstützen republikanische Kandidaten bei Wahlen aller Art, zuletzt gesehen im Präsidentschaftswahlkampf 2016 zur Unterstützung von Donald Trump.

## Geschichte
Obwohl einige lokale Vorgänger der jungen Republikaner schon seit 1859 existieren, wurde der junge republikanische Nationalverband erst am 23. April 1931, nach Aufruf des damaligen Präsidenten der Vereinigten Staaten, Herbert Hoover, durch George H. Olmsted gegründet.
Die älteste existierende Lokalorganisation der jungen Republikaner ist der „New York Republican Club“ in New York City, welcher im April 1911 gegründet und am 19. Februar 1912 offiziell eingetragen wurde.

## Organisationsstruktur
Der junge republikanische Nationalverband hat nur eingeschränkte Kontrolle über seine Staatsverbände. Einige Staaten, darunter Montana, agieren sowohl als Staats- als auch als Lokalverband, während ein Großteil der Bundesstaaten, darunter Texas und Kalifornien, ihren Lokalverbänden große Freiheiten gewähren. Diese können beispielsweise in Lokalorganisationen Probleme direkt untereinander lösen und Großanlässe für Teile eines Bundesstaates planen ohne Bewilligung der nationalen Organisation.
Die Staatsverbände wählen die Exekutivkomitees, im Speziellen den Parteivorsitz sowie die Abgeordneten für die Bereiche Finanzen, Administratives und Soziales sowie Vizevorsitzende und Assistenten je nach Bundesstaat.
Wahlrechte bei Staatsratssitzungen erhalten alle Mitglieder des Exekutivkomitees sowie die Lokalverbände und deren Verbandsvorsitzende.
Die jungen Republikaner und ihre Lokalorganisationen in den Bundesstaaten finanzieren sich neben Mitgliederbeiträgen durch Präsenz an nationalen Anlässen und durch private Spender und Sponsoren.
Der junge republikanische Nationalverband besitzt die Warenzeichen an der Bezeichnung „Young Republican National Federation“ sowie am Logo der nationalen Organisation.